# Великая белорусская рада
Великая белорусская рада (ВБР; бел. Вялікая беларуская рада) — координационный центр белорусского национального движения в октябре-декабре 1917 года.
Великая белорусская рада была создана на II собрании Центральной рады белорусских организаций 8 июля — 10 июля 1917 года в Минске в результате реорганизации последней. Состав её включал в себя представителей различных белорусских общественно-политических, культурно-просветительских, крестьянских и войсковых организаций. Находилась Рада в Минске, в здании бывшего губернского правления (на пл. Свободы). Постоянно действующим был исполнительный комитет ВБР, состоявший из 24 членов.
На своём первом заседании ВБР заявила, что берёт на себя функции управления Белорусским краем и является «охранителем всего белорусского народа». Идеологически ВБР считала себя надклассовой организацией, пытавшейся объединить различные слои населения Беларуси на национальной основе. Наиболее радикальные представители ВБР выступали за разрыв отношений с Российским государством и создание независимого белорусского государства, однако более умеренное большинство считало необходимым оставаться в составе Российской республики, получив статус автономии.
30 ноября 1917 года белорусские национальные организации обратились с воззванием «Ко всему народу белорусскому», в котором разъясняли свою программу. В ней предусматривалось провозглашение Белоруссии демократической республикой и передачи всей власти в стране местной Краевой Раде. Для её избрания на 5 декабря 1917 года было запланировано провести собрание (съезд) представителей белорусского населения. Руководство в организации Всебелорусского съезда взяла на себя ВБР. В связи с этим она обратилась с предложением о сотрудничестве в создании независимого Белорусского государства к руководителям военной организации Западного фронта (Облисполкомзап) большевикам Карлу Ивановичу Ландеру и Вильгельму Георгиевичу Кнорину. Однако коммунисты, бывшие ярыми сторонниками идеи мировой пролетарской революции и не желавшие усиления белорусского национального движения, это предложение отклонили. В то же время идею проведения Всебелорусского съезда поддержал Белорусский областной комитет (БОК), в котором заседали крестьянские депутаты от белорусских губерний при Всероссийском совете крестьянских депутатов в Петрограде.
Первый Всебелорусский съезд проходил с 7 по 18 декабря 1917 года в Минске. Затем деятельность его была прекращена большевиками как контрреволюционная, и некоторое время продолжалась подпольно.

## Члены Исполнительного комитета
- Вячеслав Адамович (председатель)
- Александр Прушинский (Алесь Гарун)
- Аркадий Смолич (заместитель председателя)
- Людвика Сивицкая (Зоська Верас)
- Аркадий Соколовский (секретарь)
- Игнат Дворчанин
- Симон Рак-Михайловский
- Александр Власов
- Эдвард Будзько
- Николай Шило
- Полута Бодунова
- Василий Захарко
- Антон Левицкий (Ядвигин Ш.)
- Язэп Мамонько
- Павел Алексюк

и другие.